# György Snell

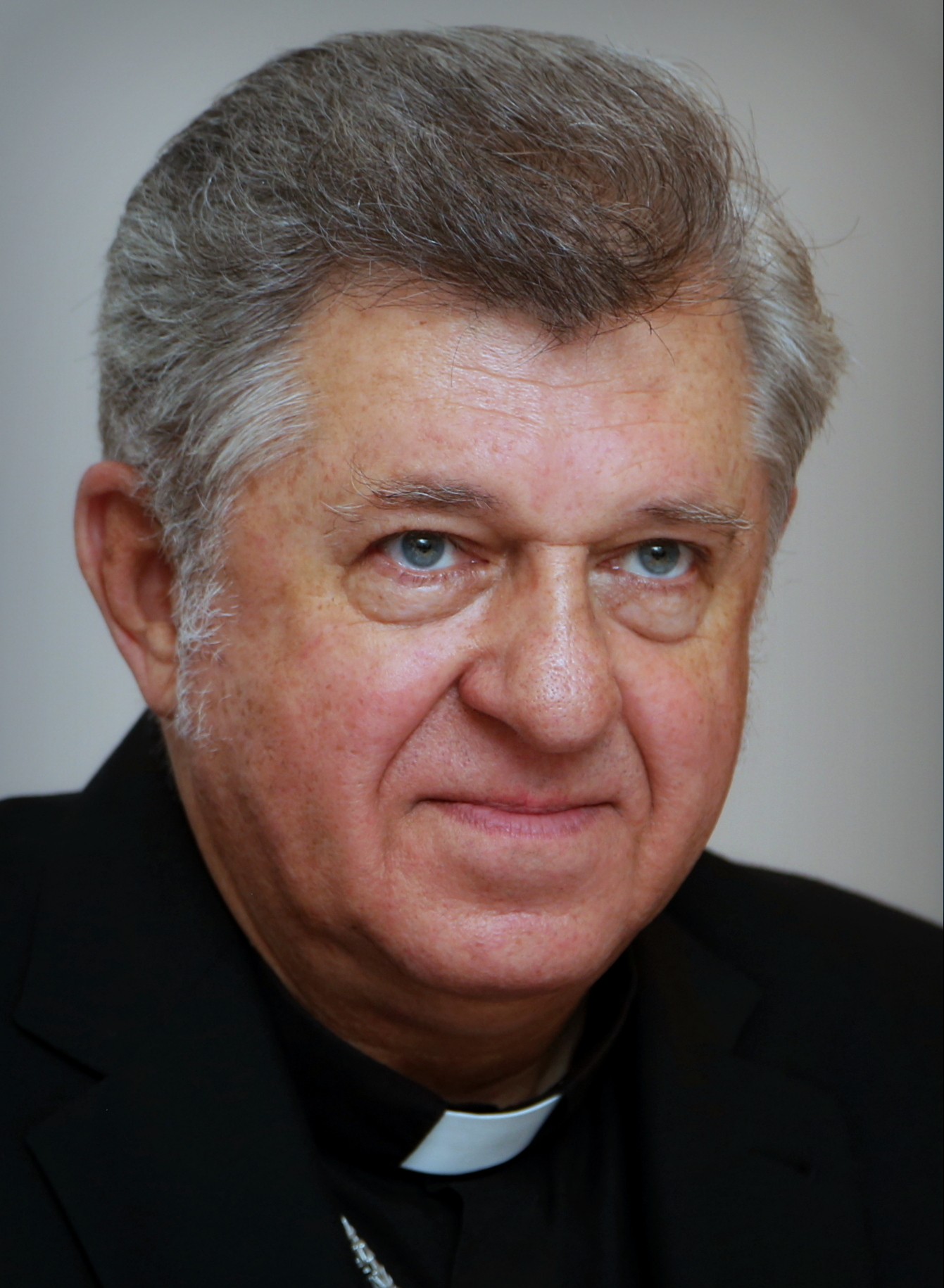
György Snell (2014)

Wappen von György Snell

György Snell (* 8. März 1949 in Kiskirályság; † 26. Februar 2021) war ein ungarischer römisch-katholischer Geistlicher und Weihbischof im Erzbistum Esztergom-Budapest.

## Leben
György Snell studierte Philosophie und Theologie am Zentralinstitut für Priestererziehung und am Erzbischöflichen Priesterseminar in Eger und empfing am 3. April 1972 Priesterweihe für das Bistum Vác. Er war bis 1975 Kaplan in Kiskunlacháza, dann bis 1987 Kaplan sowie bis 2008 Pfarrer in Rákoskeresztúr in Budapest. 1993 wurde er mit der Änderung der Bistumsgrenzen in den Klerus des Erzbistums Esztergom-Budapest inkardiniert. 2004 wurde er Pfarrer in Budapest-Rákosliget. Er war stellvertretender Dekan und Dekan des Bezirks Rákosi Esperesi (2000–2003; 2003–2005). Von 2003 bis Ende 2014 war er Direktor der katholischen Schulbehörde der Erzdiözese Esztergom-Budapest. Seit 2008 war er Pfarrer der St.-Stephans-Basilika, der Budapester Konkathedrale und seit 2009 Domkapitular.
Papst Franziskus ernannte ihn am 20. Oktober 2014 zum Titularbischof von Pudentiana und zum Weihbischof in Esztergom-Budapest. Die Bischofsweihe spendete ihm der Erzbischof von Esztergom-Budapest, Péter Kardinal Erdő, am 6. Dezember desselben Jahres. Mitkonsekratoren waren der Apostolische Nuntius in Ungarn, Erzbischof Alberto Bottari de Castello, und der Bischof von Fünfkirchen, György Udvardy. Sein bischöflicher Wahlspruch war „Date illis vos manducare“.
György Snell starb im Februar 2021 an den Folgen einer COVID-19-Infektion.